# Carlos Babo
Carlos Cândido dos Santos Babo (Corredoura, freguesia de S. Tiago de Figueiró, Amarante, 4 de setembro de 1882 - 2 de janeiro de 1958), foi um jurista, escritor, maçon e político republicano português.

## Biografia
Filho de Eduardo Pinto dos Santos Teixeira e de Isabel Cândida Teixeira Babo, nascida no Rio de Janeiro, de pais naturais de Amarante, ambos proprietários e com rendimentos no Brasil. Os Babo eram família vinda da Idade Média, de Herzegovina, que se fixaram em entre Douro e Minho.
Carlos Babo foi pai do também escritor e político que muito lutou contra o regime da ditadura de Salazar,  Alexandre Babo.
Em 1898 ingressou na Faculdade de Direito da Universidade de Coimbra, tendo concluído em 1904 a sua formatura.

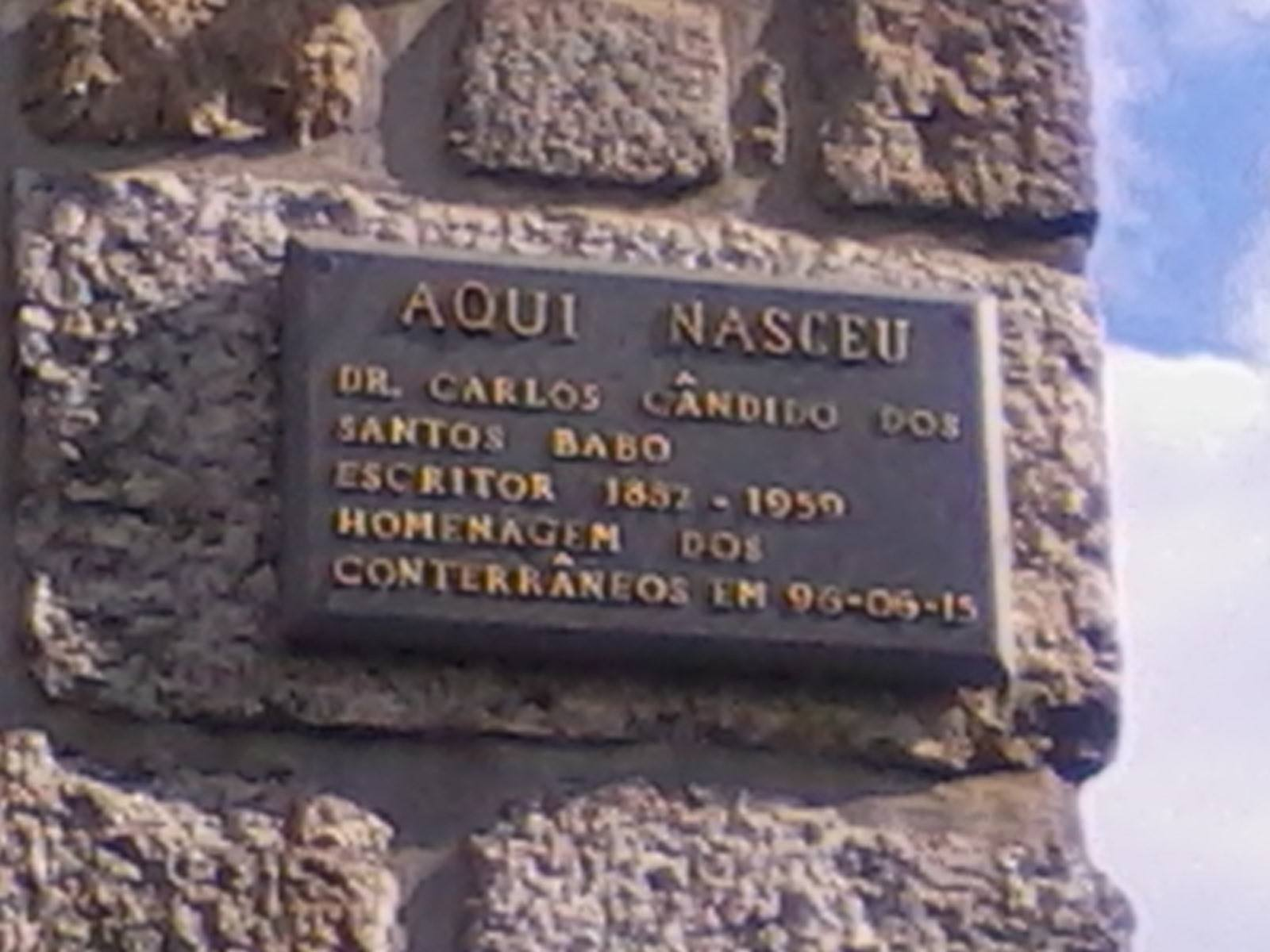
Amarante Figueiró São Tiago Casa onde nasceu Carlos Babo

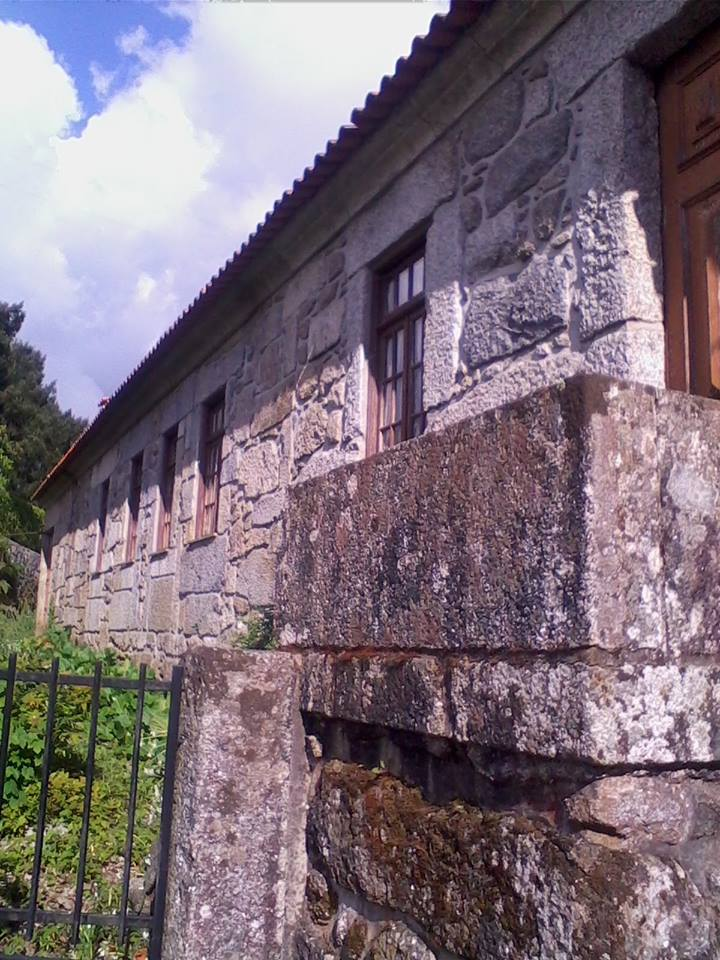
Casa da Corredoura, Amarante São Tiago, onde nasceu Carlos Babo

Em 1903 aderiu ao Partido Republicano, onde exerceu a função de advogado do Directório.
Após a conclusão do curso, tentou advogar em Amarante, montando um escritório juntamente com o seu amigo Teixeira de Pascoaes. Torna-se um dos membros da  Comissão Municipal Republicana de Amarante, a par do Dr. António Cerqueira Coimbra, José Pereira da Silva, Dr. Lago Cerqueira, Dr Romão da Cruz, entre outros.
Aos 22 anos, incompletos, saiu da Universidade de Coimbra, formado em Direito. Era vulgar entre os novos manifestarem-se republicanos durante o tempo de estudante e, mal chegavam ao fim da formatura, mostrarem-se logo acomodados às circunstâncias. Ele, porém, republicano de antes e depois, escapou-se conscientemente àquela transigência.
Tratava-se de um trabalhador incansável, que passava horas e horas no seu escritório a escrever. A 6 de outubro aceitou o cargo de chefe de Gabinete no Ministério do Interior que acumulava com o da Instrução. Intervêm na Repartição Pedagógica da Instrução Primária e foi Secretário-geral do Ministério da Instrução que foi iniciado em 1913.
Carlos Babo abandonou Amarante com muito pesar de todos os seus amigos, se bem que tendo sofrido a animadversão das classes chamadas gradas, onde até havia correligionários seus – alguns republicanos transigentes ou timoratos – que fugiam dele para não caírem no desagrado dos monárquicos.
A 30 de dezembro de 1934, na "Revista Lusitania" e na secção "Escritores de Hoje", Mário Portocarrero Casimiro escreveu uma biografia de Carlos Babo, bastante minuciosa, com muita qualidade literária e interesse político.
Em Amarante, Figueiró São Tiago, Corredoura, a casa onde nasceu Carlos Babo passou a fazer parte do Património inventariado do Concelho de Amarante.

## Atividade como jurista
Terminado o seu curso de Direito na Universidade de Coimbra, Carlos Babo advogou na então vila de Amarante, em sociedade com o famoso escritor amarantino, Teixeira de Pascoaes.
Em 1915 esteve em São Tomé, exercendo interinamente o cargo de chefe dos Serviços da Curadoria Geral dos Serviçais, tendo desempenhado durante cerca de 5 meses, cumulativamente, as funções de juiz interino de uma das Varas Judiciais. E, neste último cargo, distinguiu-se por algumas sentenças importantes e, sobretudo, por ter feito, em polícias e processos correcionais, aplicação da Lei do trabalho aos indígenas de São Tomé. Deste sistema de repressão resultou o rareamento do crime, é claro, e, portanto, um bem, embora, por isso mesmo, os indígenas, certamente por mal compreenderem o uso legítimo e oportuno de uma legislação, cuja eficácia só redundara em melhoria social da própria raça, - tivessem chegado a fundar um ou dois jornais para o combaterem… Esta fase da vida de Carlos Babo pode ver-se desenvolvida no folheto «Pela colónia de S. Tomé», a que adiante se alude».

### Comentários – Originalidades judiciais
Comentário ao julgamento do "Arquivo Republicano", defendido por Carlos Babo.
Considera-se que o julgamento evidenciara que a monarquia estava disposta a sujeitar-se a qualquer crítica histórica, exceto no que respeitava ao pai do rei, D. Carlos.

## Atividade teatral
Carlos Babo desenvolveu intensa atividade teatral em Vila Meã, Amarante, com a criação de um pequeno Grupo Cénico que encenou várias peças de revista saídas da imaginação do mesmo, com deixas ligadas à vida de Vila Meã pelos anos 50 do século XX.

## Atividade como publicista
Carlos Babo foi o único publicista português que tomou parte no concurso literário do Chile, quando do centenário de Fernão de Magalhães, em 1920. A sua memória sobre este navegador foi enviada para Punta-Arenas tendo sido coroada com uma medalha de honra.

## Atividade como cronista
Escreveu centenas de crónicas e artigos em jornais que foram silenciados pelo Salazarismo, algumas reunidas na sua obra "Espírito Errante (Memórias de um Diário), como por exemplo:
- "Alma Nova”;
- “Alma Nacional[18]”;
- A Republica Portuguesa;
- Atlântida;
- "Boletim Oficial do Ministério da Instrução Pública[19]"
- Contemporânea
- "O Mundo";
- “República”;
- “Resistência”;
- "Latina Editora[20]";
- “A Pátria";
- “Humanidade”;
- ”Diário de Lisboa”;
- ”O Primeiro de Janeiro”;
- “Montanha”;
- “O Clarim”;
- "Voz de Amarante";
- "Flôr do Tâmega]";
- ”O Figueirense”.[21]

## Atividade política
Carlos Babo, aos 22 anos, incompletos, saiu da Universidade de Coimbra, formado em direito. Era vulgar entre os novos manifestarem-se republicanos durante o tempo de estudante e, mal chegavam ao fim da formatura, mostrarem-se logo acomodados às circunstâncias. Porém, republicano de antes e depois, escapou-se conscientemente àquela transigência. Já na «Voz de Amarante» Carlos Babo deixava um nome e a afirmação dos princípios em que se tem mostrado sempre irredutível. Saiu da Universidade e foi direito tomar lugar na Comissão Municipal Republicana] de Amarante, a par do Dr. António Cerqueira Coimbra], Alfredo Osório, José Pereira da Silva, Dr. Lago Cerqueira, Dr. Romão da Cruz, etc.

Aos esforços e cuidados deste intemerato partidário da República se deve em grande parte a constituição da 1.ª Comissão Municipal Republicana de Felgueiras.
Carlos Babo foi pouco depois, investido nas funções de advogado do Directório do velho Partido Republicano, do qual eram respetivamente presidente e secretário Bernardino Machado e António José d’Almeida. Daí para o futuro passou a consagrar-se àquelas funções, tendo renunciado à advocacia particular, por lhe ser impossível dispor de si, além dos serviços que a sua situação no Directório lhe impunha, absorvendo-lhe este dever partidário toda a sua energia. Carlos Babo defendeu com brilho e a maior solicitude todos os republicanos que os governos monárquicos acusavam de pertencerem às associações secretas.
Por diversas vezes se desempenhou de missões secretas de confiança política. A 3 de Setembro de 1910, estando no Rossio, à noite, a ouvir um concerto da banda dos marinheiros, foi detido pelo agente Branco, por alcunha o «Sota da Praça». Ao mesmo tempo era preso o estudante da Escola Médica, e agora médico, Dr. Manuel Bravo, que hoje pertence à comissão municipal da Republicana Socialista de Lisboa. Afinal só foi mantida a prisão de Manuel Bravo, que esteve preso até à proclamação da República. A Carlos Babo soltaram-no logo e sem mais preâmbulos. Mas, como correra a notícia da sua prisão, e depois o não viram solto, ficou-se na suposição, até ao dia seguinte, de que esta prisão se mantivera. Sobre a impressão causada pela convicção de que este republicano estava encarcerado, o almirante Cândido dos Reis, no Directório, indignou-se e desesperou-se, com dura vontade de revoltar tudo contra a monarquia, pois que, a detenção do advogado do Directório representava uma provocação direta àquele corpo superior partidário. A prisão de Carlos Babo parece não ter passado afinal de uma experiência.
O escritor Carlos Babo, proclamada a República, foi investido no cargo de secretário particular do Dr. António José D’Almeida, Ministro do Interior. Nesta situação se conservou até que a necessidade o forçou a aceitar a chefia duma repartição da Direcção Geral do Ensino Primário e Normal; e, quando foi criado o Ministério da Instrução, em 1913, transitou para este novo organismo.
Foi proposto deputado à constituinte pelo círculo do concelho do Dr. António José d’Almeida (Arganil). Escrúpulos particulares impediram-no de atuar dentro desta modalidade política.
Carlos Babo exerceu no Ministério da Instrução Pública por diversas vezes, as funções de secretário geral..
Em 1995 na cidade de Lisboa e na Biblioteca Museu República e Resistência, o filho, Alexandre Babo, organizou a exposição "Carlos Babo - O Espírito da Resistência", sobre a vida e obra do advogado, escritor, jornalista e resistente, Carlos Babo.
A cidade de Amarante distinguiu-o, atribuindo o seu nome a uma rua nova, passando a fazer parte da toponímia da mesma. 

## Espólio
O espólio de Carlos Babo constituído por livros, manuscritos e correspondência trocada com Teixeira de Pascoaes e Raul Brandão foi doado à Câmara Municipal de Amarante, encontrando-se na Biblioteca Municipal Albano Sardoeira, de Amarante.